# Guvernoratul Suez
Guvernoratul Suez (în arabă السويس) este o unitate administrativă de gradul I, situată  în  partea de nord-est a Egiptului, de o parte și de alta a canalului Suez. Reședința sa este orașul Suez.